# Anton Assow
Anton Ferdinand Hansson Assow, född 29 mars 1879 i Lund, död 16 maj 1963 i Helsingborgs Gustav Adolf församling, var en svensk bokbindare, tecknare, grafiker och målare.
Han var son till byggmästaren Anders Hansson och Alma Maria Johnsson. Assow studerade vid Tekniska skolan i Helsingborg. Tillsammans med Bror Ljunggren ställde han ut i Helsingborg och han deltog i en samlingsutställning vid Helsingborgs hantverksmässa på Helsingborgs konserthus. Som illustratör medverkade han i ett flertal dagliga tidningar och tidskrifter. Hans konst består av stadsbilder och landskap från Helsingborgstrakten utförda i tusch, akvarell eller träsnitt. Assow är representerad vid Helsingborgs museum med träsnitt och teckningar från åren 1916–1947.